# فرضية ريمان المعممة
فرضية ريمان هي واحدة من بين أهم الفرضيات في الرياضيات.

## فرضية ريمان المعممة
{\displaystyle L(\chi ,s)=\sum _{n=1}^{\infty }{\frac {\chi (n)}{n^{s}}}}